# 가토 지카
가토 지카(일본어: 加藤 千佳, 1994년 2월 28일 ~ )는 일본의 여자 축구 선수이다.

## 구단 경력
나데시코 리그, WE리그의 우라와 레즈, AS 엘펜 사이타마, 제프 유나이티드 지바에서 활동했다.

## 국가대표팀 경력
그녀는 2010년 FIFA U-17 여자 월드컵에 참가할 일본 U-17 국가대표팀에 발탁되었으며, 6경기에 출전, 1득점을 기록했으며 준우승에 기여했다. 2012년 FIFA U-20 여자 월드컵에도 출전, 3위.